# Sondalândia

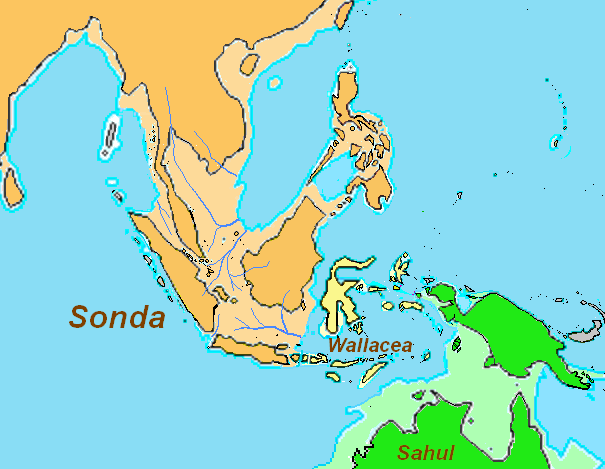
Região da Sonda atual e a da pré-história em contraposição.

Sondalândia, Sundalândia ou região da Sonda ou de Sunda é uma área geográfica do sudeste asiático, constituída principalmente pelas grandes ilhas da Sonda (exceto Célebes) e península da Malásia, as quais formavam uma grande península durante a era do gelo. 
É um conceito tanto geológico-histórico como biogeográfico. Geológicamente, há uma correspondência com a placa da Sonda, pelo que inclui também o Sul da Indochina e as Filipinas, limitando ao sudeste com a linha de Wallace, já que estas regiões formavam uma área contínua peninsular durante o Pleistoceno. Em mudança biogeográfica, considera-se-lhe uma ecozona.